# Cantonul Malestroit
Cantonul Malestroit este un canton din arondismentul Vannes, departamentul Morbihan, regiunea Bretania, Franța.

## Comune
- Bohal
- Caro
- La Chapelle-Caro
- Lizio
- Malestroit (reședință)
- Missiriac
- Monterrein
- Le Roc-Saint-André
- Ruffiac
- Saint-Abraham
- Saint-Guyomard
- Saint-Marcel
- Saint-Nicolas-du-Tertre
- Sérent